# Erbrée
Erbrée (bret. Ervored) – miejscowość i gmina we Francji, w regionie Bretania, w departamencie Ille-et-Vilaine.
Według danych na rok 1990 gminę zamieszkiwało 1408 osób, a gęstość zaludnienia wynosiła 40 osób/km² (wśród 1269 gmin Bretanii Erbrée plasuje się na 446. miejscu pod względem liczby ludności, natomiast pod względem powierzchni na miejscu 197.).